# Jean-Martin Mouloungui
Jean-Martin Mouloungui (né le 30 novembre 1969 au Gabon) est un joueur de football international gabonais, qui évoluait au poste de défenseur.

## Biographie

### Carrière en sélection
Avec l'équipe du Gabon, il figure notamment dans le groupe des sélectionnés lors des CAN de 1996 et de 2000.